# ياكوب فان روسيدل
ياكوب فان رويسدايل (بالهولندية: Jacob van Ruisdael)‏ رسام هولندي، ولد في مدينة هارلم عام 1628 وتوفي في مدينة أمستردام عام 1682.

## روابط خارجية
- ياكوب فان روسيدل على موقع الموسوعة البريطانية (الإنجليزية)
- ياكوب فان روسيدل على موقع الموسوعة البريطانية (الإنجليزية)
- ياكوب فان روسيدل على موقع ميوزك برينز (الإنجليزية)
- ياكوب فان روسيدل على موقع ديسكوغز (الإنجليزية)